# Kasimir V.
Kasimir V., nach anderer Zählung Kasimir VI. (* nach 1380; † 13. April 1435) war ein Herzog von Pommern aus dem Greifenhaus. Er regierte in Pommern-Stettin ab 1413 gemeinsam mit seinem Bruder Otto II., ab 1428 alleine.

## Leben
Kasimir V. war der jüngste Sohn von Herzog Swantibor I. (III.) (* 1351; † 1413), der in Pommern-Stettin regierte. Kasimirs ältere Brüder waren Otto II. (* um 1380; † 1428) und 
Albrecht († vor 1412). 
Sein Vater ließ ihn an der Schlacht bei Tannenberg (1410) als Führer eines pommerschen Kontingents auf Seiten des Deutschen Ordens teilnehmen. Die Schlacht endete mit einer Niederlage des Ordens; Kasimir wurde von den polnischen Siegern gefangen genommen, aber bald wieder freigelassen. In der Schlacht am Kremmer Damm (1412) kämpften Kasimir V. und sein älterer Bruder Otto II. gegen Brandenburg. 
Nach dem Tode Herzog Swantibors I. im Jahre 1413 übernahmen Kasimir V. und sein älterer Bruder Otto II. gemeinsam die Herrschaft in Pommern-Stettin. Die Kämpfe mit Brandenburg gingen weiter. 1415 erwirkte Friedrich bei König Sigismund sogar für einige Zeit die Reichsacht gegen Otto II. und Kasimir V. Durch Brandenburg wurde die Reichsunmittelbarkeit Pommerns in Frage gestellt. Zunächst erteilte König Sigismund im Jahre 1417 Otto II. und Kasimir V. nur eine Belehnung, die vorbehaltlich der Rechte Brandenburgs erfolgte. Kasimir V. konnte dann 1424 für sich und seinen Bruder eine uneingeschränkte Belehnung erwirken, indem er König Sigismund in Ofen in Ungarn besuchte. 
Nachdem Otto II. im Jahre 1428 kinderlos starb, setzte Kasimir V. die Herrschaft über Pommern-Stettin allein fort. Er unterdrückte einen Aufruhr in der Stadt Stettin. Er ließ die Rädelsführer hinrichten, die Stadt musste ein hohes Strafgeld zahlen und die Hanse verlassen. Herzog Kasimir V. starb 1435 und wurde in der Ottenkirche in Stettin beigesetzt. In die Regierung über Pommern-Stettin folgte ihm sein Sohn Joachim der Jüngere.

## Ehe und Nachkommen
Herzog Kasimir V. war zweimal verheiratet. Seine erste Gemahlin war Katharina, die Tochter von Herzog Bernhard I. von Braunschweig-Lüneburg. Aus dieser Ehe stammen: 
- Joachim der Ältere († vor 1424)
- Joachim der Jüngere (* nach 1424; † 1451)
- Anna († nach 1447), ⚭ Johann V. von Mecklenburg-Schwerin

Nach dem Tode Katharinas heiratete er Elisabeth, Tochter von Herzog Erich I. von Braunschweig-Grubenhagen. Aus dieser Ehe stammt:
- Margaretha, ⚭ um 1439 Graf Albrecht III. von Lindow-Ruppin

Nach Herzog Kasimirs Tod wurde seine Witwe Elisabeth Äbtissin von Gandersheim.

## Zählung
Die Zählung der Herrscher des Greifenhauses ist seit jeher verwickelt. Von Alters her herrscht hier eine Ungleichheit, die manche Verwirrung hervorruft. Die modernere Zählung als Kasimir V. ergibt sich, wenn man nur die Angehörigen des engeren Greifenhauses zählt. Zählt man hingegen einen Kasimir aus der Seitenlinie der Swantiboriden mit, so ergibt sich die Zählung als Kasimir VI., die in der älteren Literatur üblich war.